# Biblioteca Civica Attilio Hortis
Biblioteca Civica Attilio Hortis ist die Stadtbibliothek von Triest. Als älteste öffentliche Einrichtung der Stadt verfügt die Bibliothek über ca. 400.000 Werke, darunter 383 Inkunabeln. Zum Bestand der Bibliothek zählen unter anderem eine Sammlung von Werken von Francesco Petrarca und Papst Pius II. sowie die ersten Statuten der Stadt Triest aus dem Jahr 1318.

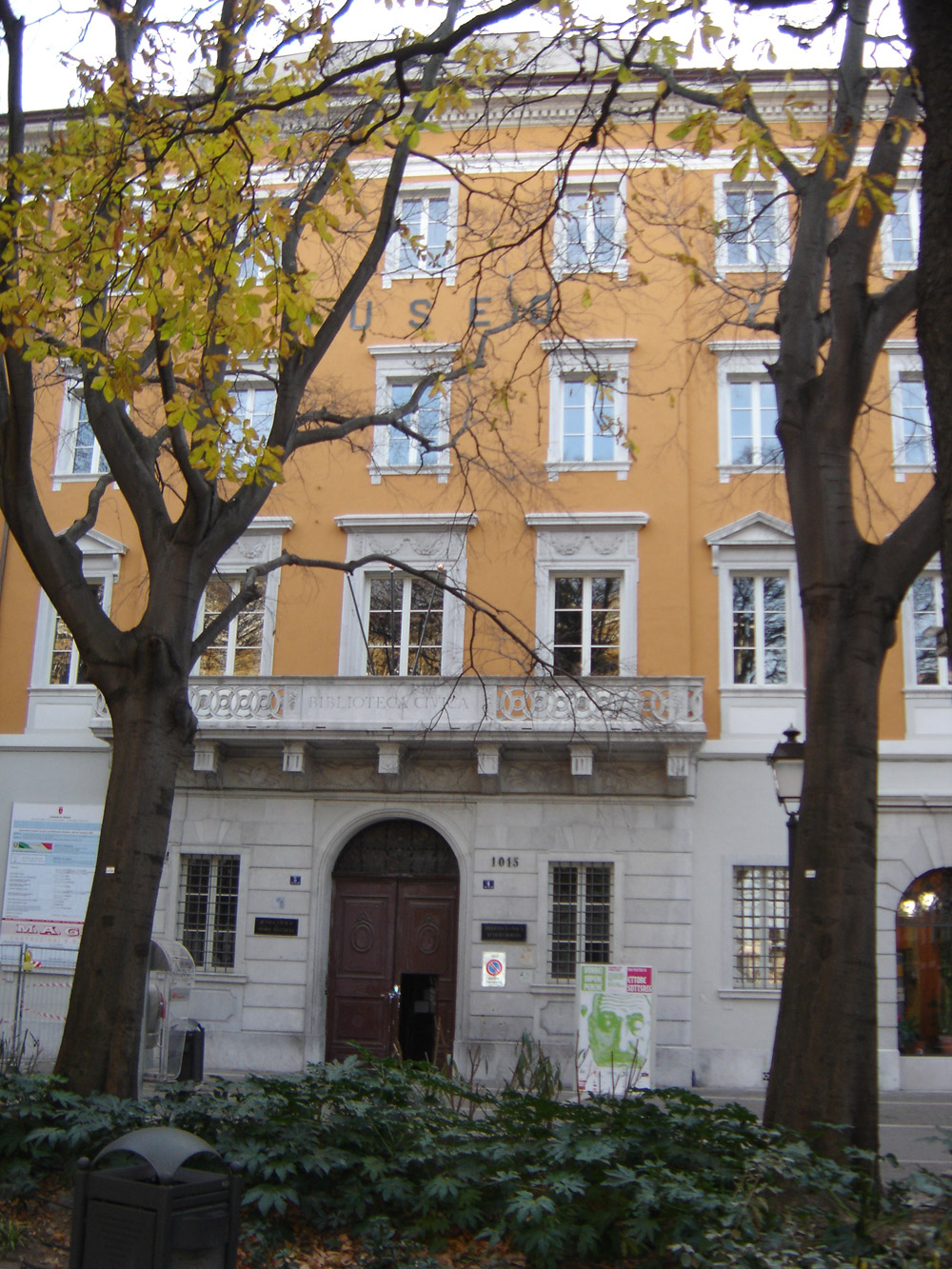
Sitz der Stadtbibliothek

## Lage
Die Bibliothek befindet sich im Palazzo Biserini an der Piazza Attilio Hortis, dem Zentrum des Stadtviertels Borgo Giuseppino. Neben der Bibliothek beherbergt das Gebäude auch das naturgeschichtliche Museum Museo di Storia Naturale.

## Name
Ursprünglich als Publica Biblioteca Arcadica Tergestina gegründet wurde die Stadtbibliothek 1950 zu Ehren des ehemaligen Bibliotheksleiters und Politikers Attilio Hortis umbenannt.

## Geschichte
In Anlehnung an die Accademia dell’Arcadia in Rom gründete Giuseppe de Coletti 1780 in Gorizia den Literaturkreis Accademia dell'Arcadia Romano-Sonziaci, der wenig später nach Triest verlegt wurde. 1793 gründete der Kreis auf Initiative von Coletti die erste öffentliche Bibliothek der Stadt, die den Namen Publica Biblioteca Arcadica Tergestina trug und deren Leitung Coletti selbst übernahm. Die Einrichtung wurde zunächst im damaligen Rathaus Palazzo Pubblico an der Piazza Grande untergebracht. 1796 spendeten Mitglieder der Accademia der Bibliothek ca. 4.000 Bücher.
Nach der napoleonischen Besetzung von Triest wurde die Stadtbibliothek 1813 in ein Gebäude an der Contrada del Corso (heute Corso Italia) verlegt. Zwischen 1820 und 1823 initiierte Colettis Nachfolger in der Bibliotheksleitung, Giuseppe de Lugnani, die Verlegung der Einrichtung in Palazzo Biserini, einem Gebäude an der Piazza Lipsia (heute Piazza Attilio Hortis), das der Tessiner Architekt Pietro Nobile für die Akademie für Handel und Schifffahrt (Accademia di Commercio e Nautica) im spätklassizistischen Stil umgebaut hatte. Zum Zeitpunkt des Umzuges umfasste der Bibliotheksbestand über 100.000 Werke.

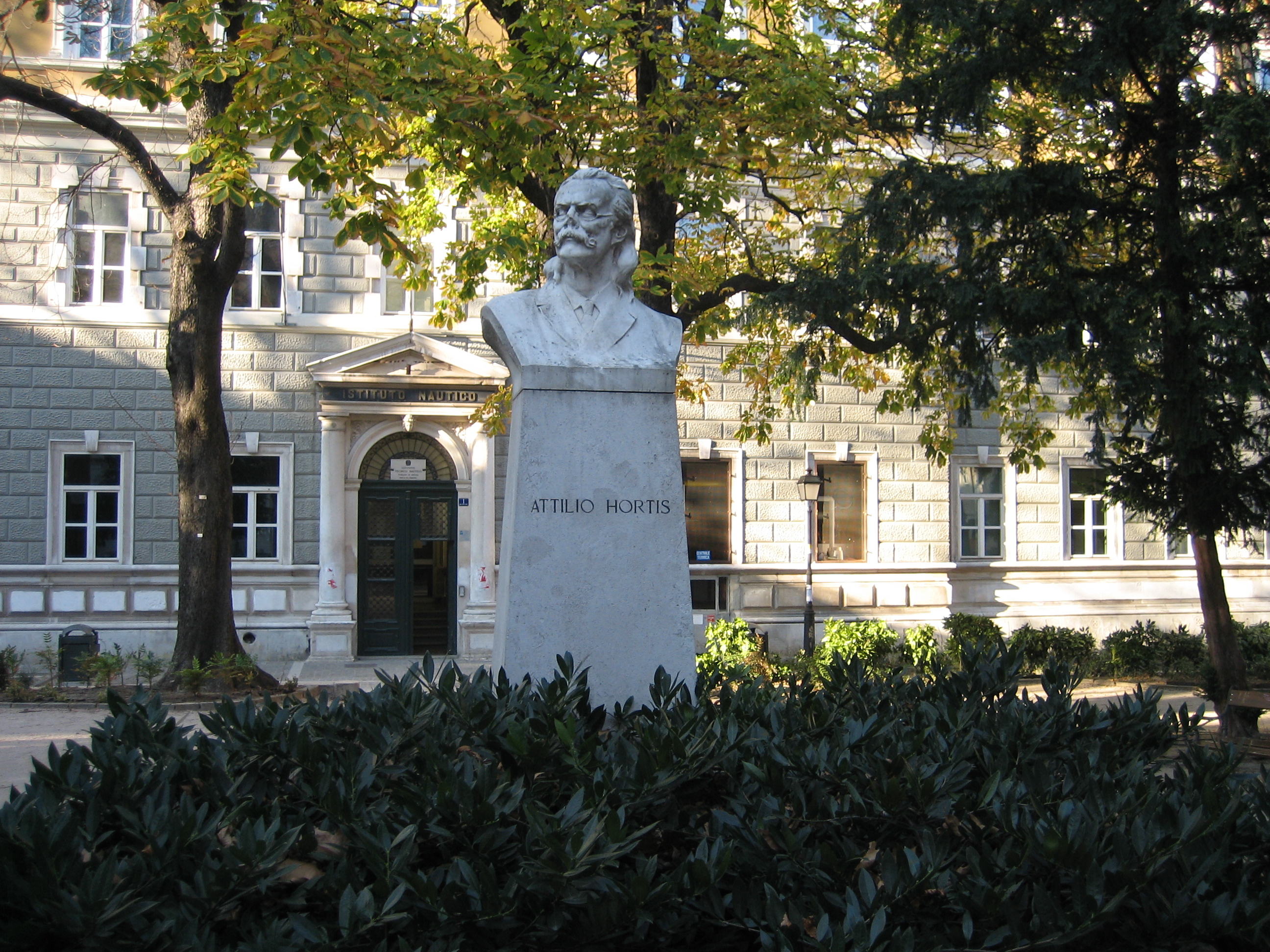
Büste von Attilio Hortis auf dem Platz vor der Bibliothek

1842 wurde die Bibliothek um die Sammlung von Domenico Rossetti erweitert, die Exponate von Francesco Petrarca und Enea Silvio de Piccolomini, einem Bischof von Triest und späteren Papst Pius II., umfasste. Seit 1852 existiert das Pflichtexemplarrecht, d. h., dass ab diesem Zeitpunkt von jedem in der Umgebung von Triest neu erschienenen Druckwerk ein Exemplar an die Stadtbibliothek abgeliefert werden muss. Diese Verordnung war der Ursprung für die Abteilung Raccolta Patria, in der über die Jahre hinweg die lokale Geschichte von Triest, Friaul-Julisch Venetien und Istrien zusammengetragen und dokumentiert wurde. Unter den Werken befinden sich heute unter anderem die ersten Statuten der Stadt aus dem Jahre 1318. Ankauf und Schenkungen wie beispielsweise die Sammlung von Salomon de Parente mit 400 Drucken von Giambattista Bodoni und die Sammlung des Griechen Dionisiso Therianòs erweiterten den Bibliotheksbestand.
1873 wurde der 22-jährige Attilio Hortis zur Bibliotheksleitung ernannt. Aufgrund seines politischen und kulturellen Engagements als Bibliothekar, Förderer der italienischen Identität und Literatur in Triest sowie Vertreter der Interessen der Stadt in Rom wurde die Bibliothek 1950 zu Ehren von Hortis umbenannt.
In den 1920er Jahren wurde die Stadtbibliothek auf die Gebäude der Accademia di Commercio e Nautica (heute Istituto Tecnico Commerciale und Istituto Tecnico Nautico) und das Museo di Antichità (heute Civico Museo di Storia ed Arte) erweitert.
Unter der Leitung von Sauro Pesante wurde die Bibliothek, die zuvor vornehmlich Wissenschaftlern und Forschern vorbehalten war, zwischen 1960 und 1978 der allgemeinen Öffentlichkeit zugänglich gemacht. Zur inhaltlichen Erschließung der Bibliotheksbestände führte Pesante das Klassifikationssystem  Dewey Decimal Classification ein.

## Bestand
Die Bibliothek umfasst heute über 400.000 Werke, die in verschiedenen Abteilungen untergebracht sind. Im Folgenden werden die bedeutendsten Abteilungen aufgeführt.

### Inkunabeln und Schriften aus dem Cinquecento
Die Abteilung umfasst 383 Inkunabeln und 2.528 Drucke aus dem 16. Jahrhundert. Zu den bedeutendsten Inkunabeln zählen:
- Geôgraphiká von Strabon, Druck aus dem Jahr 1469 von den Buchdruckern Konrad Sweynheim und Arnold Pannartz, Rom
- Scaenica progymnasmata von Johannes Reuchlin, Druck aus dem Jahr 1498
- Historia de duobus amantibus (de Euryalo et Lucretia) (Liebesgeschichte von Euryalus und Lucretia) von Enea Silvio de Piccolomini, Druck aus dem Jahr 1489, Augsburg
- Narrenschiff von Sebastian Brant, Druck aus dem Jahr 1494 von dem Buchdrucker Hans Grüninger, Straßburg

Zu den bedeutendsten Drucken aus dem 16. Jahrhundert zählen die Werke von Aldus Manutius.

### Museo Petrarchesco Piccolomineo
Im Dezember 2003 wurde das Museo Petrarchesco Piccolomineo als Teil der Bibliothek eröffnet, das ca. 5.500 Werke von und über Francesco Petrarca und Enea Silvio de Piccolomini aus der Sammlung von Domenico Rossetti sowie aus späteren Schenkungen und Ankäufen ausstellt.

### Raccolta Patria
In der Abteilung Raccolta Patria wird die Geschichte von Triest, Friaul-Julisch Venetien und Istrien in über 40.000 Büchern, Zeitschriften, Manuskripten, Stichen und Fotografien dokumentiert. Zum Bestand zählen unter anderem ein Druck der Statuten der Stadt Triest aus dem Jahr 1625 sowie zahlreiche geschichtliche Werke von Domenico Rossetti (1774–1842) und Pietro Kandler (1804–1872).

### Stadtarchiv
Das Stadtarchiv umfasst über 2.500 Urkunden aus dem Mittelalter, darunter die ersten Statuten der Stadt Triest aus dem Jahr 1318. Darüber hinaus sind in dem Archiv über 5.800 Dokumente und Akten untergebracht, die unter der Habsburger Herrschaft zwischen 1776 und 1918 im Rathaus gesammelt und nach dem Zweiten Weltkrieg in der Stadtbibliothek integriert wurden. Zusammen mit der Abteilung Raccolta Patria bildet das Archiv ein fundiertes Zeugnis für die verschiedenen Entwicklungsstadien von Triest in den vergangenen Jahrhunderten.

## Leitung
Folgende Personen waren Leiter der Bibliothek:
- Giuseppe de Coletti (1793–1815)
- Giuseppe de Lugnani (1815–1857)
- Francesco de Fiori (1857–1870)
- Carlo Buttazzoni (1870–1872)
- Jacopo Cavalli (1872–1873)
- Attilio Hortis (1873–1922)
- Giacomo Braun (1922–1942)
- Mario Moro (1942–1943)
- Pier Antonio Quarantotti Gambini (1943–1945)
- Aldo Tassini (1945–1959)
- Sauro Pesante (1959–1978)
- Anna Rosa Rugliano (1978–2001)
- Bianca Cuderi (seit 2003)